# Schabrackentapir
Der Schabrackentapir, auch Asiatischer oder Malaysischer Tapir (Tapirus indicus) ist eine Säugetierart aus der Familie der Tapire (Tapiridae). Er ist der größte Vertreter der Tapire und die einzige in Südostasien lebende Tapirart. Der Name leitet sich von der farblich abgesetzten Rückenpartie ab, die an einen im Reitsport als Schabracke bezeichneten Überwurf erinnert. Der Schabrackentapir bewohnt die tropischen Regenwälder der Flachländer, kommt aber auch in Höhen bis über 2000 m vor. Er lebt als Einzelgänger und ernährt sich von weicher Pflanzennahrung. Sein Verbreitungsgebiet ist durch Lebensraumzerstörung stark zersplittert, die möglicherweise maximal 2000 Individuen umfassende Gesamtpopulation wird von der IUCN als stark gefährdet eingestuft.

## Merkmale

### Habitus

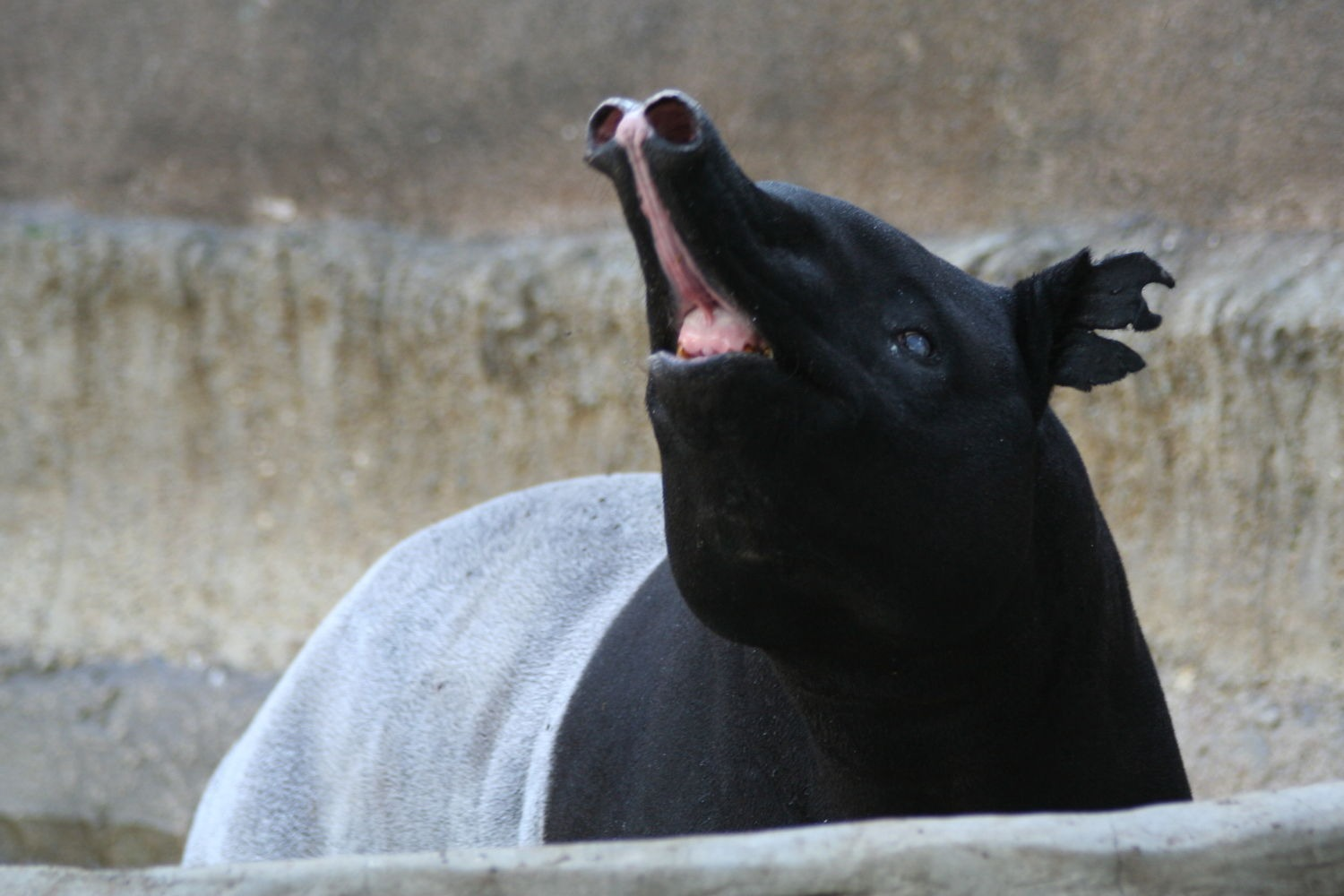
Flehmender Schabrackentapir

Der Schabrackentapir ist der größte heute lebende Vertreter der Tapire. Er erreicht eine Kopf-Rumpf-Länge von 250 bis 300 cm, eine Schulterhöhe von 100 bis 130 cm und ein Gewicht von 280 bis 400 kg. Große Individuen können auch bis zu 540 kg wiegen. Der Schwanz ist sehr kurz und wird nur rund 10 cm lang. Wie bei allen Tapiren ist der plumpe, schwerfällig wirkende Körper dieser Tiere an der Vorderseite zugespitzt und an der Hinterseite abgerundet, wodurch das Vorwärtskommen in dichten Wäldern erleichtert wird. Die Beine sind vergleichsweise kurz und schlank, an den Vorderbeinen sind jeweils vier Zehen ausgebildet, die Hinterfüße tragen drei Zehen. Wie bei allen Unpaarhufern verläuft die Hauptachse durch die dritte Zehe (Metapodium III), die auch die größte ist, während die seitlich ansetzenden Zehen etwas kleiner sind. Die vierte vordere Zehe ist deutlich reduziert. Das Gesicht des Schabrackentapirs wird durch den Rüssel charakterisiert, der aber kräftiger und länger ist als bei den amerikanischen Tapirarten. Die Augen sind klein, die Ohren oval, aufgerichtet und nicht sehr beweglich. Vor allem am Nacken und am Hinterteil ist die Haut sehr dick ausgebildet und kann hier 2 bis 3 cm messen.
Charakteristisch ist das Fellmuster des Schabrackentapirs, das deutlich von den vier anderen Tapirarten abweicht. Die vordere Hälfte des Körpers und die Hinterbeine sind schwarz, der hintere Rumpf ist weiß. Dieses Muster ist eine wirkungsvolle Tarnung, da der Tapir sich im Dunkel des Regenwaldes gegen seinen Hintergrund nur teilweise abhebt und potentielle Räuber die Tapirart nicht erkennen. Weiß sind außerdem die Spitzen der Ohren. Allerdings gibt es, wenn auch selten, völlig schwarz gefärbte Tiere, die als T. i.  var. brevetianus bezeichnet werden.

### Schädel- und Gebissmerkmale

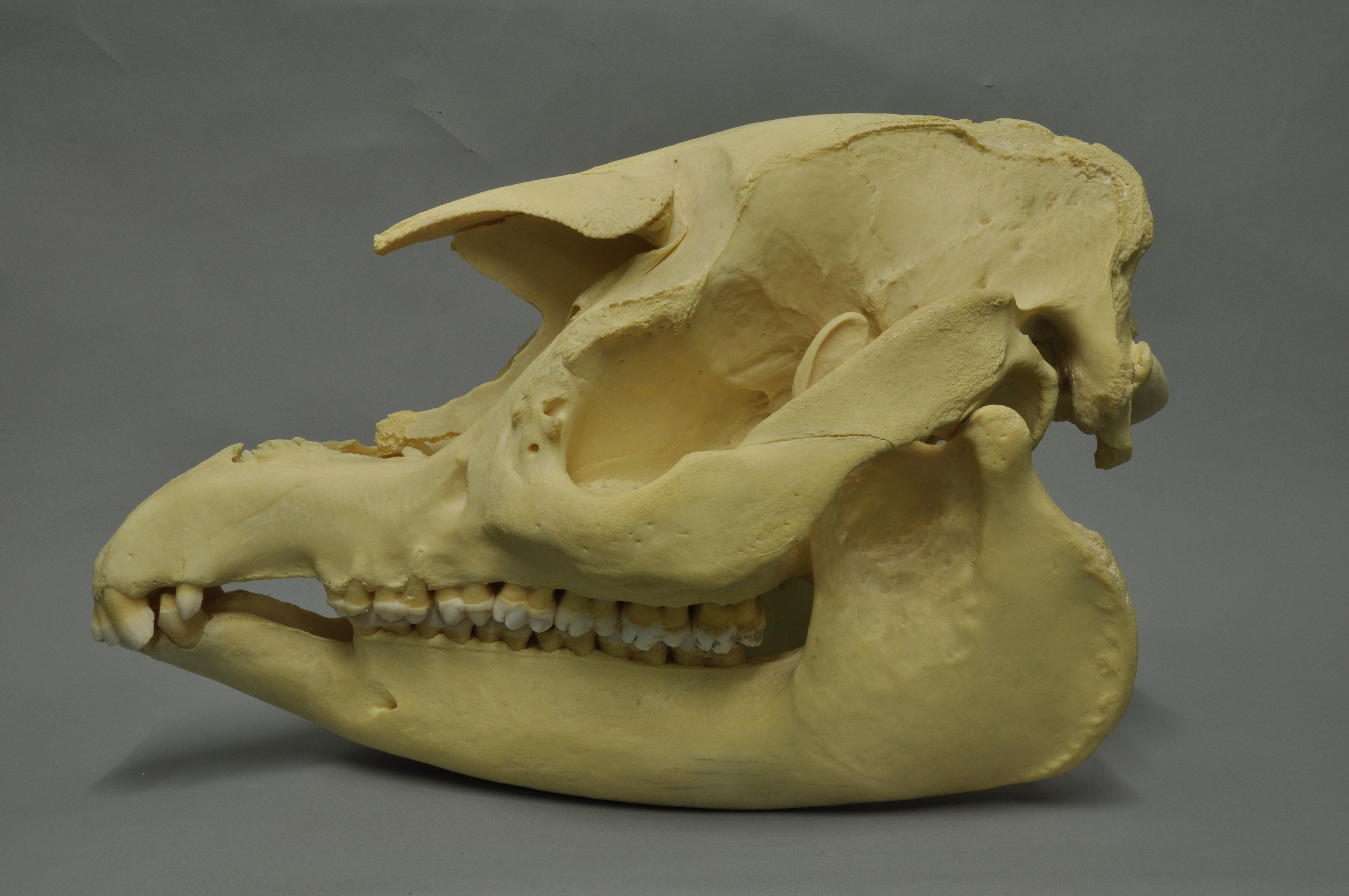
Schädel des Schabrackentapirs (Sammlung Museum Wiesbaden)

Der Schädel des Schabrackentapirs wird bis zu 41 cm lang und ist relativ schmal, allerdings weniger schmal als der des Mittelamerikanischen Tapirs (Tapirus bairdii). Er ist flach geformt und besitzt einige Anpassungen an die Größe des Tieres, wie etwa eine luftgefüllte, deutlich vergrößerte Stirnhöhle, welche die Oberfläche für Muskelansatzstellen erweitert und gleichzeitig das Gewicht reduziert. Ein Scheitelkamm wie bei den südamerikanischen Tapirarten Flachland- (Tapirus terrestris) und Bergtapir (Tapirus pinchaque) ist nicht ausgebildet. Vielmehr besitzt der Schabrackentapir, analog zum Mittelamerikanischen Tapir, seitlich ansetzende Knochenerhebungen (parasagittale Rücken), die eine schmale, aber flache Ebene auf dem Kopf formen. Das Hinterhauptsbein weist eine kurze und rechtwinklige Form auf, der Hinterhauptswulst ist in der Aufsicht deutlich eingesattelt. Das Nasenbein, welches wie bei den anderen Tapiren weit hinter dem Zwischenkieferknochen liegt, ist sehr kurz und verläuft gerade. Die Reduktion des Nasenbeins und einiger anderer Knochen des Gesichtes entstand aus der Entwicklung des charakteristischen Rüssels, der eine Bildung aus Nase und Oberlippe darstellt.
Der Unterkiefer erreicht eine Länge von 34 cm und weist einen relativ niedrigen Knochenkörper auf. Das wie bei den anderen Tapiren kaum reduzierte Gebiss besitzt bei erwachsenen Individuen folgende Zahnformel: {\displaystyle {\frac {3.1.4.3}{3.1.3.3}}}. Im vorderen Gebiss sind die jeweils äußeren Schneidezähne des Oberkiefers (I3) vergrößert und konisch geformt, während alle anderen eine stark verminderte Größe besitzen. Dafür ist wiederum der Eckzahn des Unterkiefers deutlich größer und steht dem dritten Schneidezahn des Oberkiefers gegenüber, so dass beide ein effektives Beißwerkzeug darstellen. Der Oberkiefereckzahn dagegen ist verkleinert. Ein kleines Diastema trennt Schneide- und Eckzähne, ein größeres die Eckzähne vom hinteren Gebiss. Die Prämolaren und Molaren besitzen einen weitgehend übereinstimmenden Aufbau. Sie sind niederkronig (brachyodont) und weisen zwei Zahnschmelzfalten auf der Kaufläche (bilophodont) auf, die an den Enden durch Schmelzhöcker leicht erhöht sind.

### Sinnesleistungen und Lautäußerungen
Der Schabrackentapir besitzt wie alle Tapire einen wenig ausgebildeten Sehsinn, im Nahbereich stellt dieser aber dennoch eine wichtige Kommunikationshilfe dar. Dabei reagieren die Tiere auf bestimmte Schlüsselreize, wie die weißen Ohrspitzen, den Rüssel, aber auch auf die schwarze und weiße Fellzeichnung besonders deutlich und beginnen unmittelbar zu schnüffeln, zu flehmen oder auch durch Urin ihr Revier zu markieren. Besonders wichtig sind aber das Gehör und der Geruchssinn. Vor allem auf akustische Reize reagiert der Schabrackentapir schnell, wobei Artgenossen und mögliche Fressfeinde die größte Reizfunktion haben. Die Lautkommunikation erfolgt über bisher sechs bekannte Lautarten, die ausgestoßen werden. Dazu gehören Pfeif- und Jaulgeräusche, zwei verschiedene Quiektöne und zwei Laute, die an ein Rülpsen beziehungsweise Glucksen erinnern. Alle diese Geräusche weisen verschiedene Variationen und Zeitdauer auf und können auch kombiniert vorkommen. Häufig werden diese Töne vor der Nahrungsaufnahme abgegeben, zumindest das Jaulen steht möglicherweise direkt mit dem Fressen in Verbindung, während bei den anderen Geräuschen der Grund bisher unbekannt ist; möglicherweise dienen sie aber zur Kontaktaufnahme. Bedeutend sind dabei die disharmonischen Rülps- und Glucksgeräusche, die meist niederfrequente Wellenbereiche umfassen und im Lebensraum des tropischen Regenwaldes wesentlich weiter getragen werden als die höherfrequenten Quiek- und Jaultöne. Insgesamt ist die Lautkommunikation des Schabrackentapirs aber wenig erforscht.

## Verbreitungsgebiet und Lebensraum

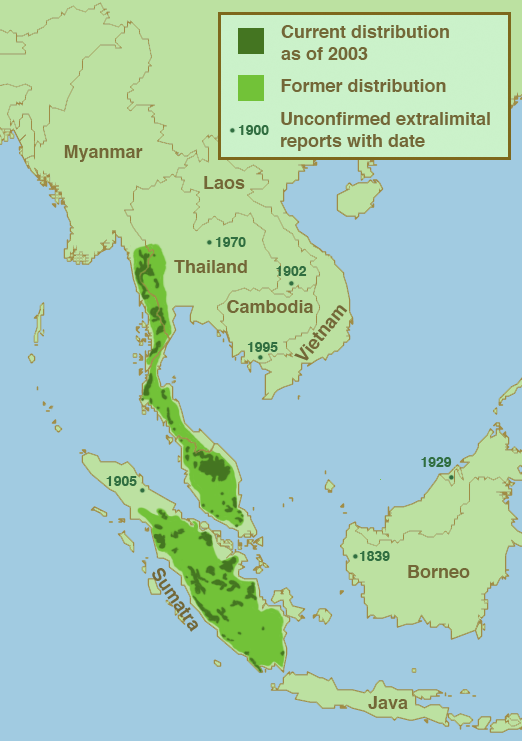
Verbreitungskarte: Die heutige Verbreitung ist dunkelgrün und die frühere hellgrün dargestellt

Der Schabrackentapir ist in Südostasien beheimatet, sein heutiges Verbreitungsgebiet, das in sehr viele, häufig getrennte Einzelhabitate zersplittert ist, erstreckt sich vom Süden Myanmars und dem westlichen Thailand über die Malaiische Halbinsel bis zur Insel Sumatra. Unbestätigte Sichtungen, die allerdings aus dem Ende des 19. Jahrhunderts stammen, gibt es unter anderem aus Kambodscha und von der Insel Borneo, noch Anfang des 20. Jahrhunderts gab es Hinweise aus Vietnam und Laos. Dies ist der Rest eines einst viel größeren Verbreitungsgebiets, das sich vom Süden Chinas über ganz Südostasien erstreckte und auch die Insel Borneo umfasste. Da der Schabrackentapir in diesen Ländern schon vor mehreren Jahrhunderten bis Jahrtausenden ausstarb, ist umstritten, ob menschliches Zutun für diesen Schwund des Verbreitungsgebiets mit verantwortlich ist.
Der eigentliche Lebensraum des Schabrackentapirs sind Wälder, vor allem tropische Regenwälder der Tiefländer. Er nutzt aber auch andere Waldtypen wie Trockenwälder oder teils laubwerfende Wälder, mitunter kommt er auch in sumpfigen oder buschbestandenen Landschaften und in Sekundärwäldern vor. Beobachtungen zufolge wechselt der Schabrackentapir während der Trockenzeit aufgrund des besseren Nahrungsangebotes in Regenwälder und kehrt zur feuchten Jahreszeit in trockenere Waldlandschaften zurück. In der Regel hält sich ein Tier in der Nähe von Gewässern auf. Gelegentlich ist die Tapirart auch auf Plantagen anzutreffen. In bergigen Gebieten wie im Wildschutzgebiet Huai Kha Khaeng in Thailand kommt der Schabrackentapir bis in eine Höhe von 1500 m vor, im Kerinchi-Seblat-Nationalpark auf Sumatra ist er beim Überqueren von Bergrücken bis in 2300 m Höhe beobachtet worden. Dort bewohnt er Bergnebelwälder. Dabei ist die Populationsdichte relativ gering und schwankt je nach untersuchter Region, im westlichen Sumatra liegt sie im Taratak Forest Reserve bei 0,08 bis 0,36 Individuen je Quadratkilometer, im nahe gelegenen Kerinchi-Seblat-Nationalpark bei etwa 0,15 Individuen je Quadratkilometer. Untersuchungen im südlichen Sumatra zeigten auf, dass die Tapirart in Flachländern durchschnittlich häufiger ist als in Hügelländern. Insgesamt kann sie als eher selten angesehen werden.

## Lebensweise

### Territorialverhalten

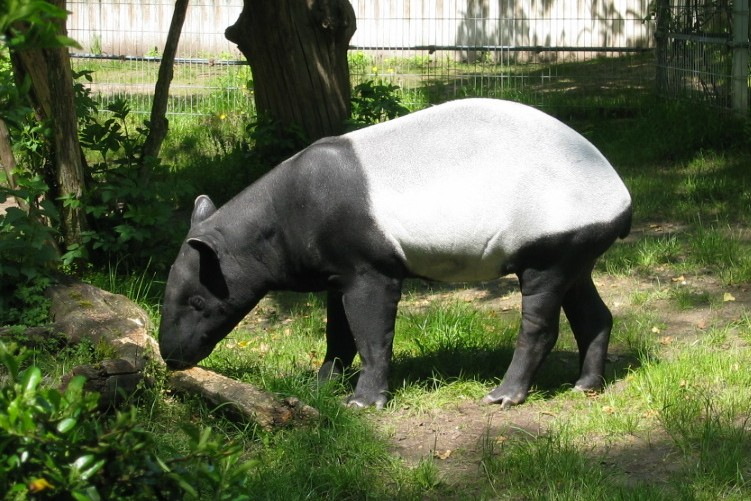
Schabrackentapir

Die Lebensweise des Schabrackentapirs ist nur wenig erforscht. Er ist wie alle Tapire dämmerungs- und nachtaktiv, seine Aktivitätsphasen liegen zwischen 18.00 und 04.00 Uhr. Tagsüber zieht sich ein Tier ins dichte Unterholz zurück und ist nur gelegentlich zu beobachten. Er kann  ausgezeichnet schwimmen und tauchen und kommt auch in gebirgigem Gelände zurecht. Dabei lebt die Tapirart in der Regel einzelgängerisch; Gruppenbildungen finden nur während der Brunftzeit statt oder umfassen Muttertiere mit ihren Kälbern. Schabrackentapire unterhalten Reviere, sind aber nicht streng territorial. Die Reviere der männlichen Tiere sind möglicherweise etwas kleiner als die der weiblichen. Dabei kann sich das Gebiet eines Männchens mit mehreren von Weibchen gehaltenen überlappen. Im Taman-Negara-Nationalpark konnten Territorien einzelner Individuen mit bis zu 12,75 km² Größe festgestellt werden. Ein dort über 27 Tage hintereinander beobachtetes Männchen beanspruchte in dieser Zeit eine Fläche von 0,52 km². Während dieser Zeit legte es täglich durchschnittlich 320 m zurück, einmal kam es zu einem Treffen mit einem Weibchen mit Jungtier. Nach Untersuchungen im Krau Wildlife Reserve schwankte die Größe der Reviere dort zwischen 10 und 15 km². In den einzelnen Territorien legt der Schabrackentapir auf seinen Wanderungen zu den verschiedenen Aktivitätszonen, wie Fress-, Schwimm- oder Rastplätzen, Trampelpfade im Unterholz an und markiert diese mit Kot und Urin. Allerdings ist auch bekannt, dass der Schabrackentapir seine Fäkalien häufig in Gewässern entsorgt. Das Verspritzen von Urin, welches häufig mit einem charakteristischen Scharren der Füße einhergeht, gilt auch als wichtiges Kommunikationsmittel zwischen Artgenossen.

### Ernährung

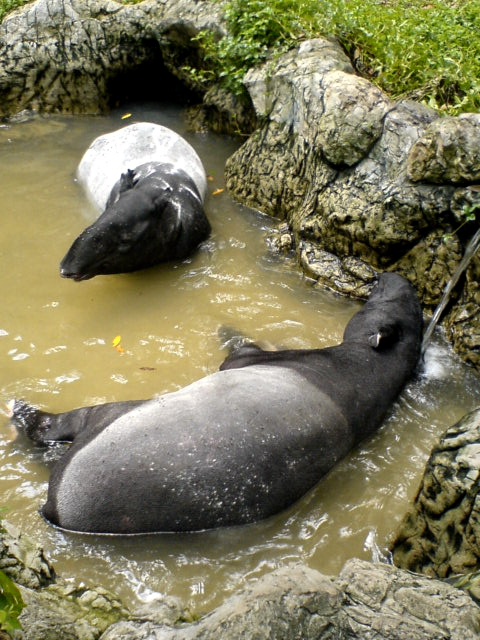
Badende Schabrackentapire

Der Schabrackentapir ist ein Pflanzenfresser, der sich von weicher Pflanzenkost wie Blättern, Wasserpflanzen und Zweigen ernährt. Er nutzt dabei Büsche, niedrig wachsende Bäume, teilweise aber auch Kletterpflanzen. Manchmal bricht er auch kleine Bäume, um an die Nahrung zu kommen; derartige Bruchstellen liegen meist in 80 bis 140 cm Höhe. Die Bevorzugung derartiger Pflanzennahrung zeigt sich auch in seiner Anatomie, wie den Backenzähnen mit ihrer geringen Höhe der Zahnkronen und den Schmelzhöckern und -leisten, die eine Anpassung an diese Ernährungsweise darstellen, ebenso wie der Rüssel. Mit diesem ergreift das Tier entfernte Nahrung und befördert sie in das Maul. Bei der Nahrungssuche bewegt er sich mit dem Rüssel am Boden vorwärts, oft in zick-zack-förmigen Routen. Im Taman-Negara-Nationalpark in Malaysia sind mehr als 115  Pflanzenarten dokumentiert, die vom Schabrackentapir verzehrt werden. Davon entfallen aber 27 Arten auf etwa 75 % der gesamten Nahrung und werden somit besonders bevorzugt. Zu den am häufigsten vertilgten Pflanzen zählen vor allem Wolfsmilchgewächse, etwa Aporusa und Baccaurea, aber auch Johanniskraut-, Maulbeer- und Rötegewächse. Dabei verbreitet er auch als bevorzugter Früchtefresser bei seinen Wanderungen durch Ausscheidungen die aufgenommenen Pflanzensamen weiter und stellt so einen wichtigen ökologischen Faktor dar. Davon profitieren vor allem die Pflanzen mit kleinen Samen, wie etwa der Indische Rosenapfel, der in rund einem Drittel aller Dungproben nachgewiesen wurde, während Gewächse mit größeren Samen, so der Cempedak, eher selten nachgewiesen werden. Insgesamt verteilt sich die Nahrung nach Untersuchungen in Thailand auf 86,5 % Blätter, 8,1 % Früchte und 5,4 % Zweige. Äußerst selten nimmt ein Tier auch Kräuter und Moose zu sich.
Bedeutend sind auch Salz- und Bodenlecken, von denen der Schabrackentapir mehrere unterschiedliche Stellen aufsucht, die eine generelle Anreicherung an Natrium, Kalium oder Calcium aufweisen. Für den Besuch solcher mineralreicher Quellen überwindet er Entfernungen von 11 bis 15 km. Dabei unternimmt dies der Schabrackentapir häufiger, als es bei den amerikanischen Tapirarten bekannt ist. Da auch mehrere Tapire an einer Salzlecke vorbeikommen, dienen diese möglicherweise auch als wichtige soziale Kontaktpunkte.

### Fortpflanzung

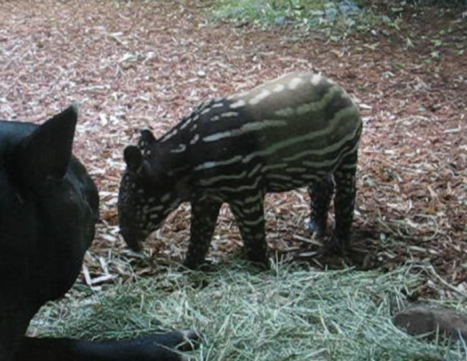
Junger Schabrackentapir

Über die Fortpflanzung des Schabrackentapirs liegen nur wenige Daten vor. Ein männliches Tier ist mit drei Jahren geschlechtsreif, Weibchen wohl etwas früher. Die Fortpflanzungsrate ist wie bei allen Tapiren relativ gering, zwischen den Geburten liegt ein Intervall von knapp zwei Jahren, durchschnittlich paart sich ein Weibchen 153 Tage nach der Geburt des letzten Jungen wieder. Die Brunft des weiblichen Tieres findet alle 29 bis 31 Tage statt. In dieser Zeit werben die Männchen um das Weibchen, der Geschlechtsakt beginnt mit dem Aufsitzen des männlichen auf dem weiblichen Tier.
Nach einer Tragzeit von rund 390 bis 410 Tagen bringt das Weibchen in der Regel ein einzelnes Jungtier zur Welt, Zwillinge sind äußerst selten und können in einem Abstand von mehreren Tagen geboren werden. Ein neugeborener Schabrackentapir ist wie alle Tapirkälber bräunlich gefärbt und trägt ein helles Streifen- oder Fleckenmuster, das der Tarnung dient. Das Jungtier wiegt zwischen neun und zehn Kilogramm. Die ersten Lebenstage verbringt es in einem geschützten Lager, danach folgt es der Mutter bei ihren Streifzügen und beginnt auch schon Pflanzennahrung zu sich zu nehmen. Allerdings saugt das Kalb auch noch Milch, wobei die gebrauchte Menge bis zu 9 l am Tag beträgt. Der anfängliche tägliche Gewichtszuwachs eines jungen Schabrackentapirs liegt bei knapp 1 kg pro Tag. Mit sieben Wochen beginnt langsam die kindliche Fellzeichnung auszuwachsen und sich die weiße Fellzeichnung durchzupausen, der Prozess ist mit etwa vier bis fünf Monaten abgeschlossen. Nach rund einem Jahr ist das Jungtier entwöhnt und selbstständig. Die Lebenserwartung des Schabrackentapirs wird auf rund 30 bis 35 Jahre geschätzt, das älteste bekannte, in einem Zoo gehaltene Tier wurde 36 Jahre alt.

### Interaktionen mit anderen Tierarten
Der Schabrackentapir ist generell sehr scheu und vorsichtig, im Bedrohungsfall verharrt er regungslos oder zieht sich ins Wasser zurück. Gerät ein Tier aber in Panik, läuft es blindlings durchs Gebüsch. Wenn notwendig, verteidigt sich der Schabrackentapir mit Bissen seines kräftigen Vordergebisses. Nur selten verhält sich der Schabrackentapir gegenüber Menschen aggressiv. Zu den natürlichen Feinden gehört weitgehend der Tiger, der als guter Schwimmer befähigt ist, einen flüchtenden Schabrackentapir auch ins Wasser zu verfolgen. Inwiefern die Tapirart tatsächlich vom Tiger bejagt wird, ist weitgehend unklar. Neuere Langzeituntersuchungen im Kerinchi-Seblat-Nationalpark ergaben nur einen geringen Jagddruck des Tigers auf den Schabrackentapir, so dass dieser nicht zum bevorzugten Beutespektrum der Großkatze gehört. Da das Raubtier überwiegend tagsüber auf Beutezug geht, überschneiden sich weiterhin die Aktivitätszyklen der beiden Tierarten kaum, sondern wechseln sich weitgehend ab.

### Parasiten und Erkrankungen
Über Parasiten beim Schabrackentapir gibt es wenige Untersuchungen. So wurde der Befall durch Babesien berichtet.  Ein spezifischer Dünndarmparasit ist der blutsaugende Hakenwurm Brachyclonus indicus, der möglicherweise auch Todesfälle verursachen kann.
Gelegentlich treten Salmonelleninfektionen auf.

## Systematik
Der Schabrackentapir ist eine Art der Gattung der Tapire (Tapirus). Diese wiederum stellt einen Teil der im Deutschen gleichnamigen Familie der Tapire (Tapiridae) innerhalb der Ordnung der Unpaarhufer dar. Innerhalb der Gattung Tapirus repräsentiert der Schabrackentapir die älteste Linie der heutigen Tapire. Diese zweigte, ebenfalls anhand genetischer Analysen ermittelt, vor rund 25 Millionen von den übrigen Tapiren ab. Vor allem im Pliozän und Pleistozän war Tapirus sehr formenreich in Eurasien. In Ost- und Südostasien gab es zwei wichtige Entwicklungslinien innerhalb der Gattung. Davon stellt eine Linie die Entwicklung von Tapirus sanyuanensis zum Schabrackentapir dar, während die andere die evolutive Veränderung von Tapirus peii über Tapirus sinensis zu Tapirus augustus, auch unter Megatapirus bekannt, umfasst. Beide Linien sind durch die Zunahme der Körpergröße charakterisiert, allerdings liegen Abweichungen in der Zahnmorphologie vor.
Zur Abtrennung des Schabrackentapirs von den anderen (amerikanischen) Tapiren wurde 1991 von Ronald M. Nowak die Untergattung Acrocodia wiedereingeführt, deren Hauptmerkmal die besondere Fellzeichnung ist. Der Name basiert auf einer Bezeichnung von E. A. Goldman aus dem Jahr 1913, der damit den Schabrackentapir aufgrund abweichender Schädelmerkmale, etwa in der Anordnung der Knochen am Ansatz des Rüssels, auf Gattungsebene von den anderen Tapirarten unterschied; gelegentlich wird heute die asiatische Art auch unter Acrocodia indica geführt. Zahlreiche Experten sehen aber die Aufteilung der Tapire auf verschiedene Gattungen und Untergattungen skeptisch. Über die innerartliche Variabilität ist wenig bekannt. Es wurden mehrere Unterarten beschrieben, rezent umfassen diese neben der Nominatform T. i. indicus Desmarest, 1819 auch noch die Form T. i. sumatrensis (Gray, 1821), darüber hinaus stellt  T. i. brevetianus Kuiper, 1926 die dunkelhaarige Variante dar und T. i. intermedius Hooijer, 1947 einen fossilen großen Vertreter von Sumatra. Neue Techniken zur Untersuchung der genetischen Unterschiede innerhalb des Schabrackentapirs sind gegenwärtig in Entwicklung.

## Stammesgeschichte
Der Schabrackentapir trat im frühen Pleistozän erstmals auf, zu den ältesten Funden gehören jene aus Jianshi und Bijiashan aus dem südlichen China. An ersterer Fundstelle ist die Tapirart mit dem Riesenaffen Gigantopithecus zusammen aufgefunden worden. Im Mittelpleistozän ist sie dann ebenfalls in Südchina, Kambodscha, Vietnam und auf verschiedenen Inseln des Malaiischen Archipels nachgewiesen. So kommt der Schabrackentapir auf Java in der bedeutenden Kedung-Brubus-Fauna vor, ist aber auch noch in der nachfolgenden Ngandong-Fauna vertreten. Wichtig sind weiterhin die Funde aus der im Jungpleistozän vor rund 40.000 Jahren auch von frühen Menschen genutzten Höhle von Niah auf Borneo. Reste des Schabrackentapirs wurden in ihrer ersten Beschreibung dem Asiatischen Elefanten zugewiesen. Das ursprünglich wesentlich größere Verbreitungsgebiet des Schabrackentapirs schrumpfte erst im Holozän auf seine heutigen, deutlich fragmentierten Bereiche.

## Bedrohung

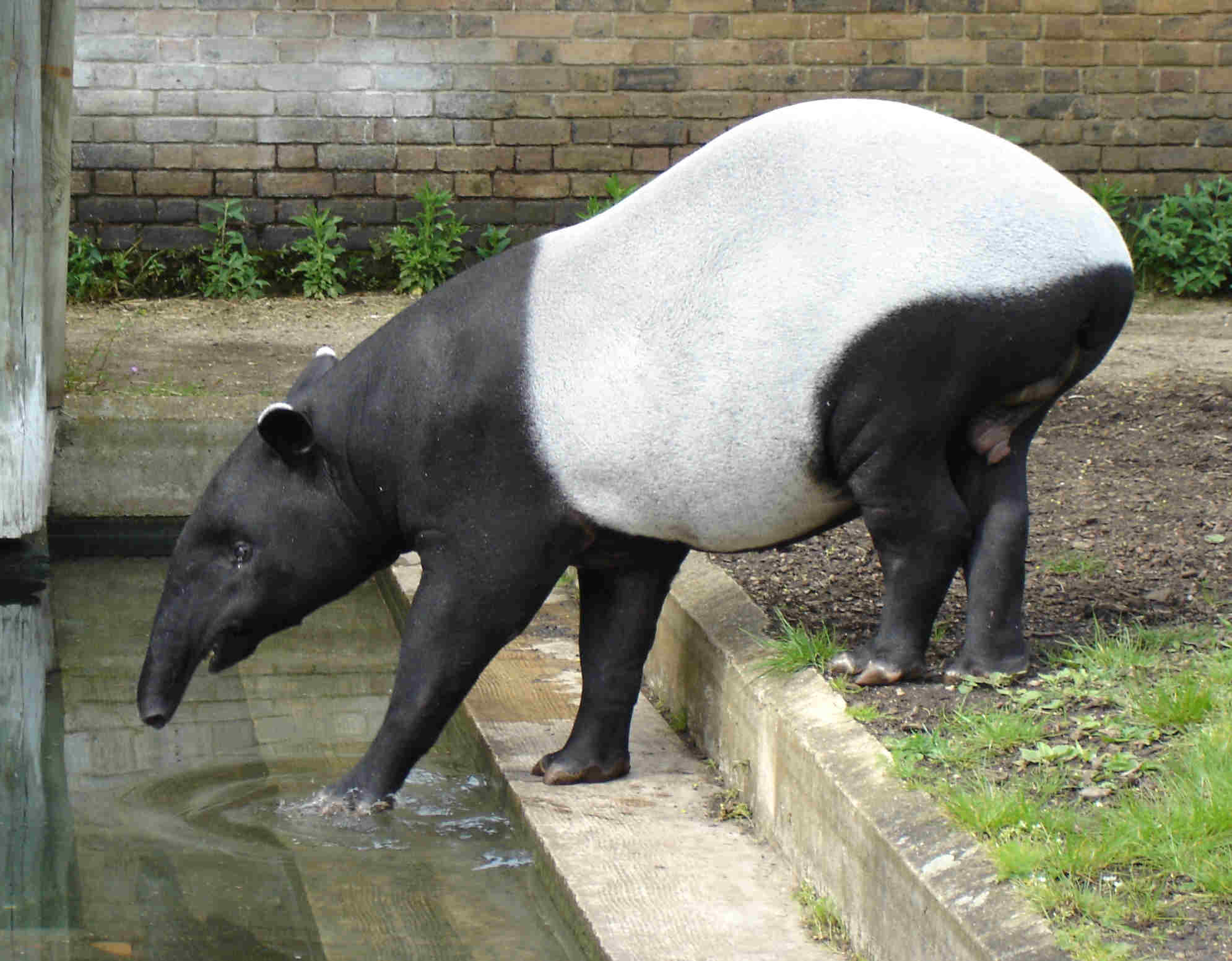
Schabrackentapir im Londoner Zoo

Wie bei den süd- und mittelamerikanischen Arten ist die Zerstörung der Regenwälder durch die zunehmende Ausbreitung der Landwirtschaft, verbunden mit der Ausweitung menschlicher Besiedlung, aber auch infolge von Rohstoffgewinnung die größte Bedrohung für den Schabrackentapir. Weiterhin ist die zunehmende Jagd ein wachsendes Problem, obwohl die Tapirart strengen Schutzmaßnahmen in den einzelnen Ländern unterliegt. Jagd war auch ursprünglich das größte Bedrohungsproblem, so wurde noch in der Mitte des 20. Jahrhunderts Tapirfleisch auf thailändischen Märkten angeboten. Teilweise kommen einzelne Tiere auch in illegal angelegten Fallen zu Tode. Ein großes Problem stellt zudem die Krankheitsübertragung von freilebenden Haustieren dar. Der Schabrackentapir wird von der Weltnaturschutzunion IUCN in der Roten Liste gefährdeter Arten mit dem Status „stark gefährdet“ (endangered) geführt. Wie viele freilebende Schabrackentapire es noch gibt, ist weitgehend unklar, da sie sich aufgrund ihrer scheuen Lebensweise nur selten den Menschen zeigen, für Malaysia gehen Experten von etwa 1500 bis 2000 Individuen aus (Stand 2008).
Es gibt mehrere Maßnahmen zur Erhaltung des Schabrackentapirs, die von Tapir Specialist Group der IUCN koordiniert werden. Hierzu gehören Feldforschung, um unter anderem mittels Kamerafallen oder Untersuchungen des Kots die Verbreitung des Tapirvertreters zu ermitteln. Jüngst konnte so die Population im Krau Wildlife Reserve auf 45 bis 50 Tiere bestimmt werden. Weitere Maßnahmen bestehen in der Ausweisung neuer Schutzgebiete und gegebenenfalls der Umsiedlung akut gefährdeter Gruppen des Schabrackentapirs oder von Einzeltieren, die zu nah an menschlichen Siedlungen aufgefunden werden. So konnten zwischen 2006 und 2010 insgesamt 115 Schabrackentapire auf der Malaiischen Halbinsel umgesiedelt werden, entweder direkt in Schutzgebiete oder in zoologische Einrichtungen, wobei am häufigsten im malaiischen Bundesstaat Pahang derartige Maßnahmen notwendig waren.